# Ursus (Brauerei)

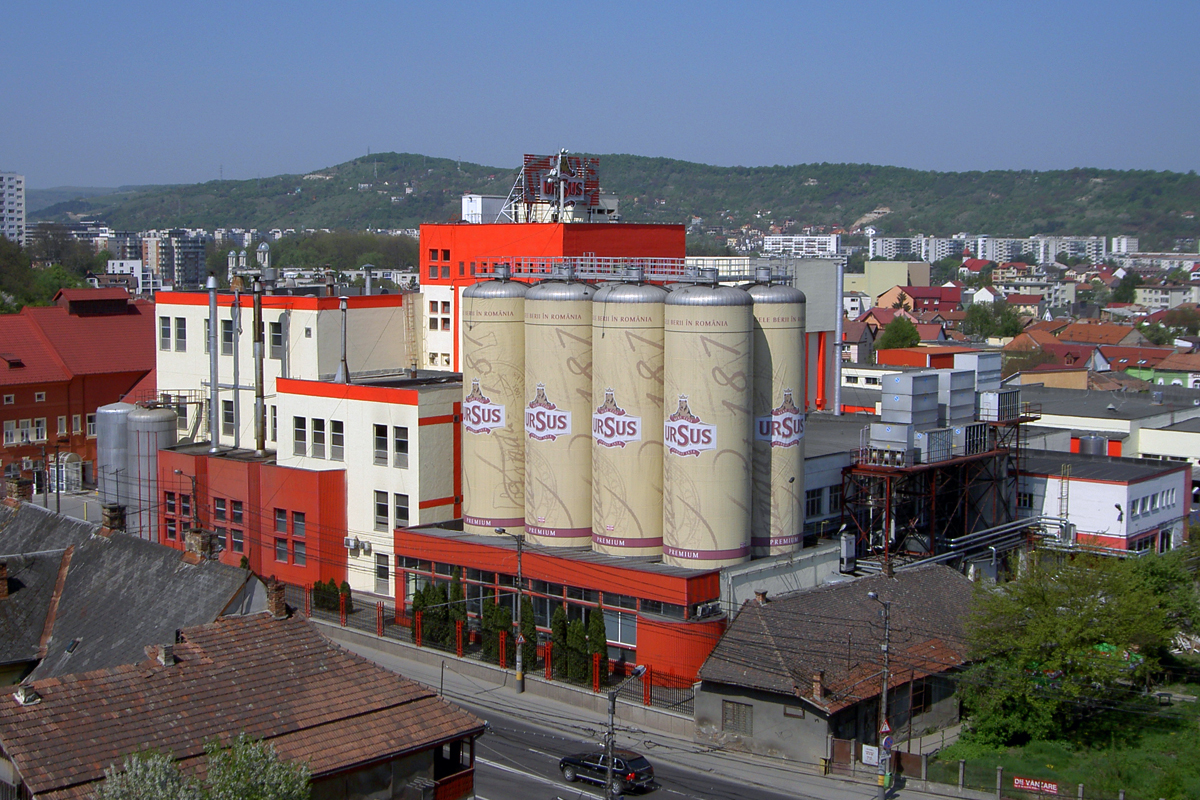
Die Ursus-Brauerei in Cluj

Ursus ist das meistverkaufte Bier in Rumänien. Es wird seit 1878 in Cluj-Napoca gebraut. 
Das Unternehmen besitzt Brauereien in Brasov, Buzau, Timisoara und eine Mini-Produktionsanlage in Cluj-Napoca. 
Die Ursus Brauerei hat eine Gesamtkapazität von über 6,8 Millionen Hektoliter und über 1.500 Mitarbeiter.
Das Unternehmen war von 1996 bis März 2017 im Besitz von SABMiller, als Ursus Breweries Teil von Asahi Breweries Europe Ltd. wurde. Nach der Übernahme der SABMiller-Gruppe durch die AB InBev-Gruppe war die Genehmigung des Zusammenschlusses von SABMiller und AB InBev durch die Europäische Kommission unter Vorbehalt eine Verpflichtung für AB InBev, das Geschäft von SABMiller in Mittel- und Osteuropa (EEC) zu verkaufen. 
Am 31. März 2017 hat Asahi die Übernahme des ehemaligen Geschäfts von SABMiller in Mittel- und Osteuropa, einschließlich der Ursus Breweries, abgeschlossen.
Ursus wird in Rumänien unter dem Werbeslogan Regele berii în România (Der König der Biere in Rumänien) vertrieben. 2003 sponserte Ursus die rumänische Expedition zum Mount Everest.

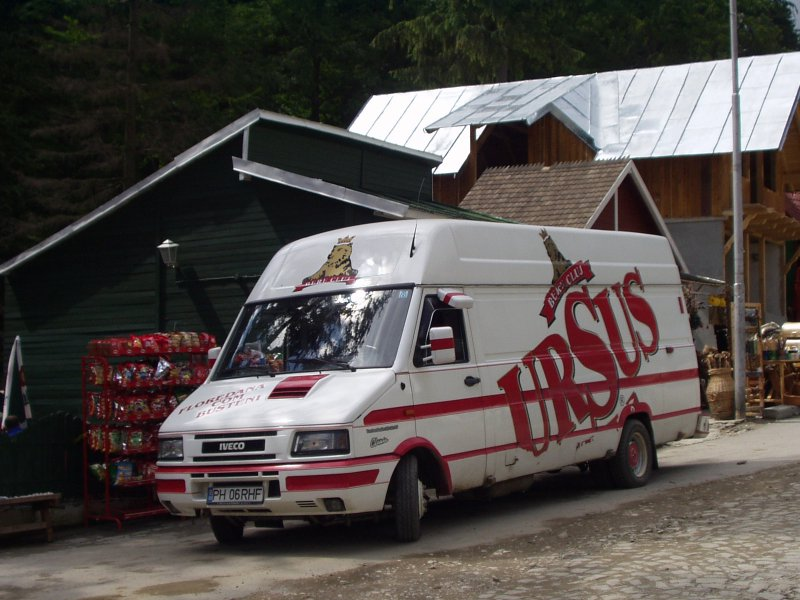
Lieferwagen mit dem Logo der Biermarke

Die Brauerei in Cluj gehörte seit 1997 zur South African Breweries (ab 2002 SABMiller plc). Im Zuge der Fusion von AB-InBev mit SABMiller wurde wegen Auflagen der EU-Kommission zum 31. März 2017 das Osteuropageschäft von SABMiller an Asahi verkauft.